# پیوندهای خونی (فیلم ۲۰۱۳)
پیوندهای خونی (انگلیسی: Blood Ties) فیلمی در ژانر مهیج به کارگردانی گیوم کنه است که در سال ۲۰۱۳ منتشر شد.

## بازیگران
- کلایو اوون
- بیلی کروداپ
- ماریون کوتیار
- میلا کونیس
- زویی سالدانا
- جیمز کان
- نوآه امریش
- لیلی تیلور
- جان وینتیمیلیا
- دومنیک لامباردوتزی
- گریفین دان